# Nekrolog März 2002
Nekrolog
◄◄
| ◄
| 1998
| 1999
| 2000
| 2001
| 2002 | 2003 | 2004 | 2005 | 2006 | ► | ►►
Januar |
Februar |
März |
April |
Mai |
Juni |
Juli |
August |
September |
Oktober |
November |
Dezember 2002
Weitere Ereignisse | Allgemeiner Nekrolog 2002
Die Beschreibung der verstorbenen Person sollte so kurz wie möglich gehalten sein und nur deren signifikante Tätigkeit(en) enthalten.
Neue Namen ggf. auch unter dem Geburts- und Sterbedatum, also etwa unter 1. Januar und im Geburts- und Sterbejahr (2024) eintragen (nur bei entsprechender großer Wichtigkeit). Für Beispiele siehe die schon vorhandenen Artikel.
Außerdem über die fünf zuletzt Verstorbenen, zu denen es einen ausreichend guten Artikel für eine Präsentation auf der Hauptseite gibt, nach der todesbedingten Überarbeitung der Artikel ggf. auch unter Wikipedia Diskussion:Hauptseite informieren und sie am besten auch in den anderen Wikipedia-Sprachversionen eintragen. Tipp: Regelmäßig bei news.google.de nach „ist tot“, „gestorben“ oder „verstorben“ suchen.
Wenn eine Person gestorben ist, gibt es viele Seiten zu dieser Person in der Wikipedia, die davon auch betroffen sind und entsprechend aktualisiert werden müssen. Beispiele: Namenübersichtsseite, Geburtsjahr, Geburtsort-Seiten und viele mehr.
Wie finde ich die betroffenen Seiten?
Im Suchfeld auf der linken Seite gibt man den Suchbegriff so ein: „Vorname Nachname“. Dann klickt man auf Volltext und alle Seiten mit entsprechendem Suchtext werden aufgerufen. Hier sieht man dann schnell, wo auch das Todesjahr Sinn macht oder sogar ein Teil des Artikels angepasst werden muss. Auch hilft das „Werkzeug“ auf der linken Seite sehr gut, um solche Seiten aufzufinden: „Links auf diese Seite“. Somit ist die Wikipedia wieder aktuell in allen Bereichen! Hinweis: bei Eintragung der Kategorie „Gestorben JAHR“ wird der Missbrauchsfilter 49 ausgelöst, was jedoch nicht schlimm ist. Siehe: Spezial:Missbrauchsfilter/49
Dies ist eine Liste von im März 2002 verstorbenen bekannten Persönlichkeiten. Die Einträge erfolgen innerhalb der einzelnen Daten alphabetisch sortiert. Tiere sind im Nekrolog für Tiere zu finden.

## März
| Tag      | Name                                         | Beruf, bekannt als                                                                              | Alter | Beleg |
| -------- | -------------------------------------------- | ----------------------------------------------------------------------------------------------- | ----- | ----- |
| 1. März  | Donnie Bowshier                              | US-amerikanischer Country- und Rockabilly-Musiker                                               | 64    |       |
| 1. März  | C. Farris Bryant                             | US-amerikanischer Politiker, Gouverneur von Florida                                             | 87    |       |
| 1. März  | Bodo Fuchs                                   | deutscher Fußballspieler                                                                        | 60    |       |
| 1. März  | Artur Märchen                                | deutscher Künstler, Lebenskünstler, Grafiker, Maler und Poet                                    | 69    |       |
| 01. März | Hocine Soltani                               | algerischer Boxer                                                                               | 29    |       |
| 2. März  | Roland Paul Jean Marie d’Anethan             | belgischer Diplomat                                                                             | 81    |       |
| 2. März  | Marcella d’Arle                              | italienische Journalistin und Autorin                                                           | 95    |       |
| 2. März  | Curtis W. Casewit                            | US-amerikanischer Schriftsteller                                                                | 79    |       |
| 2. März  | Friedrich Elchlepp                           | deutscher Marineoffizier, zuletzt Konteradmiral der Volksmarine                                 | 77    |       |
| 2. März  | Friedrich Naumowitsch Gorenstein             | russisch-deutscher Schriftsteller und Drehbuchautor                                             | 69    |       |
| 2. März  | Igo Hofstetter                               | österreichischer Operettenkomponist                                                             | 75    |       |
| 2. März  | Alexei Jegorow                               | russischer Eishockeyspieler                                                                     | 26    |       |
| 2. März  | Ivo Latin                                    | kroatischer Politiker                                                                           |       |       |
| 2. März  | Jason Mayélé                                 | kongolesischer Fußballspieler                                                                   | 26    |       |
| 2. März  | Heinz Netta                                  | deutscher Politiker (SPD), MdL                                                                  | 74    |       |
| 2. März  | Halfdan Rasmussen                            | dänischer Dichter und Widerstandskämpfer                                                        | 87    |       |
| 2. März  | Teresa Remiszewska                           | polnische Seglerin                                                                              | 73    |       |
| 2. März  | Fritz-Rudolf Schultz                         | deutscher Offizier und Politiker (FDP), MdL, MdB, Wehrbeauftragter des deutschen Bundestags     | 85    |       |
| 3. März  | Henry Nathaniel Andrews                      | US-amerikanischer Paläobotaniker                                                                | 91    |       |
| 3. März  | Everhardus Ariëns                            | niederländischer Pharmakologe                                                                   | 84    |       |
| 3. März  | Michael Binder                               | deutscher Politiker (SPD), MdL                                                                  | 81    |       |
| 3. März  | Roger Buchonnet                              | französischer Radrennfahrer                                                                     | 75    |       |
| 3. März  | Dirk Denninger                               | deutscher Architekt                                                                             | 73    |       |
| 3. März  | Harlan Howard                                | US-amerikanischer Country-Musiker und Komponist                                                 | 74    |       |
| 3. März  | Earl Bernard Murray                          | US-amerikanischer Trompeter und Dirigent                                                        |       |       |
| 3. März  | Roy Porter                                   | britischer Historiker und Hochschullehrer                                                       | 55    |       |
| 3. März  | H. Keith Thompson                            | US-amerikanischer Rechtsextremist und Autor                                                     | 79    |       |
| 4. März  | Bernhard Bömke                               | deutscher Schriftsteller                                                                        | 80    |       |
| 4. März  | Pedro Grau y Arola                           | spanischer Geistlicher, katholischer Bischof                                                    | 99    |       |
| 4. März  | Ugnė Karvelis                                | litauische Übersetzerin, Kritikerin, Schriftstellerin und Botschafterin                         | 66    |       |
| 4. März  | Roy M. Marshall                              | US-amerikanischer Offizier, Generalmajor der US Air Force                                       | 78    |       |
| 4. März  | Bernard Matemera                             | simbabwischer Bildhauer                                                                         | 56    |       |
| 4. März  | Elyne Mitchell                               | australische Kinderbuchautorin                                                                  | 88    |       |
| 5. März  | Alan Manson                                  | US-amerikanischer Schauspieler                                                                  | 83    |       |
| 4. März  | Margarete Neumann                            | deutsche Schriftstellerin und Lyrikerin                                                         | 85    |       |
| 4. März  | Malcolm Pinson                               | US-amerikanischer Jazz-Schlagzeuger                                                             |       |       |
| 4. März  | Prunella Ransome                             | britische Schauspielerin                                                                        | 59    |       |
| 4. März  | Shirley Russell                              | britische Kostümbildnerin                                                                       | 66    |       |
| 4. März  | Fritz Schaller                               | deutscher Architekt                                                                             | 97    |       |
| 4. März  | Rainer Skrotzki                              | deutscher Fußballspieler                                                                        | 56    |       |
| 4. März  | Velibor Vasović                              | jugoslawischer Fußballspieler und -trainer                                                      | 62    |       |
| 5. März  | Harry Ayres                                  | englischer Fußballspieler                                                                       | 79    |       |
| 5. März  | Howard Cannon                                | US-amerikanischer Politiker                                                                     | 90    |       |
| 5. März  | Stanisław Jankowski                          | polnischer Architekt und Stadtplaner                                                            | 90    |       |
| 5. März  | Leonard James Wall                           | kanadischer Geistlicher, Erzbischof von Winnipeg                                                | 77    |       |
| 6. März  | Jockel Fuchs                                 | deutscher Politiker (SPD), MdL und Oberbürgermeister von Mainz                                  | 82    |       |
| 6. März  | Friedrich Hahn                               | österreichischer Politiker (ÖVP), Landtagsabgeordneter, Abgeordneter zum Nationalrat            | 77    |       |
| 6. März  | Oliver Johnson                               | US-amerikanischer Jazzschlagzeuger                                                              | 57    |       |
| 6. März  | Ralph Rumney                                 | englischer Künstler                                                                             | 67    |       |
| 6. März  | Eberhard Schmidhäuser                        | deutscher Rechtswissenschaftler                                                                 | 81    |       |
| 6. März  | Thaddeus Vincenty                            | polnisch-US-amerikanischer Geodät                                                               | 81    |       |
| 7. März  | Ian Hogg                                     | englischer Autor von Sachbüchern zur Militärgeschichte                                          | 76    |       |
| 7. März  | Jansug Kakhidze                              | georgischer Dirigent                                                                            | 66    |       |
| 7. März  | Mati Klarwein                                | deutscher Maler                                                                                 | 69    |       |
| 7. März  | Gret Reinhard                                | Schweizer Architektin                                                                           | 84    |       |
| 7. März  | Franziska Rochat-Moser                       | Schweizer Langstreckenläuferin                                                                  | 35    |       |
| 7. März  | Hermann Heinz Wille                          | deutscher Schriftsteller                                                                        | 78    |       |
| 8. März  | Justin Ahomadégbé                            | beninischer Politiker, Präsident der Republik Dahomey                                           | 85    |       |
| 8. März  | Robin Anderson                               | australische Regisseurin                                                                        |       |       |
| 8. März  | George F. Carrier                            | US-amerikanischer Mathematiker und Physiker                                                     | 83    |       |
| 8. März  | Winnie Markus                                | deutsche Filmschauspielerin                                                                     | 80    |       |
| 8. März  | Cassandra Rios                               | brasilianische Schriftstellerin                                                                 |       |       |
| 8. März  | Cornelius de Wit                             | niederländischer römisch-katholischer Geistlicher, Prälat von San Jose de Antique               | 79    |       |
| 9. März  | Leonard Gershe                               | US-amerikanischer Dramatiker und Drehbuchautor                                                  | 79    |       |
| 9. März  | Normand Lockwood                             | US-amerikanischer Komponist und Musikpädagoge                                                   | 95    |       |
| 9. März  | Elisabeth Siegel                             | deutsche Pädagogin, Professorin für Pädagogik und Sozialpädagogik                               | 101   |       |
| 9. März  | Waltraud Steinhauer                          | deutsche Gewerkschafterin und Politikerin (SPD), MdB                                            | 77    |       |
| 10. März | Elgudscha Amaschukeli                        | georgischer Bildhauer und Maler                                                                 | 73    |       |
| 10. März | Iran Eory                                    | mexikanische Schauspielerin                                                                     | 64    |       |
| 10. März | Sleiman Hajjar                               | libanesischer Erzbischof in Kanada                                                              | 51    |       |
| 10. März | Vinko Kandija                                | kroatischer Handballspieler                                                                     | 67    |       |
| 10. März | Jan Pande-Rolfsen                            | norwegischer Schauspieler, Programmsprecher und Moderator                                       | 79    |       |
| 10. März | Shirley Scott                                | US-amerikanische Jazzorganistin                                                                 | 67    |       |
| 10. März | Bonifaz Sellinger                            | österreichischer Abt des Schottenstiftes                                                        | 89    |       |
| 10. März | Howard Thompson                              | US-amerikanischer Journalist und Filmkritiker                                                   | 82    |       |
| 10. März | Irene Worth                                  | US-amerikanische Schauspielerin                                                                 | 85    |       |
| 11. März | Walter Asam                                  | deutscher Verwaltungsjurist und Kommunalpolitiker                                               | 75    |       |
| 11. März | George Joseph Gottwald                       | US-amerikanischer Geistlicher                                                                   | 97    |       |
| 11. März | Marion Gräfin Dönhoff                        | deutsche Journalistin                                                                           | 92    |       |
| 11. März | Rudolf Hell                                  | deutscher Erfinder                                                                              | 100   |       |
| 11. März | Harry Jansson                                | schwedischer Eisschnellläufer                                                                   | 85    |       |
| 11. März | Willibald Jentschke                          | österreichischer Physiker                                                                       | 90    |       |
| 11. März | Franjo Kuharić                               | kroatischer Kardinal und Erzbischof von Zagreb                                                  | 82    |       |
| 11. März | Roswitha Schmalenbach                        | Schweizer Schauspielerin, Hörspielsprecherin, Hörfunkmoderatorin und -redaktorin                | 78    |       |
| 11. März | James Tobin                                  | US-amerikanischer Wirtschaftswissenschaftler                                                    | 84    |       |
| 11. März | John Wieners                                 | US-amerikanischer Beat-Dichter der 1960er Jahre                                                 | 68    |       |
| 12. März | Louis-Marie Billé                            | französischer Geistlicher, Erzbischof von Lyon und Kardinal der römisch-katholischen Kirche     | 64    |       |
| 12. März | Peter Blau                                   | US-amerikanischer Soziologe                                                                     | 84    |       |
| 12. März | Friedrich Falch                              | österreichischer Landwirt und Politiker (ÖVP)                                                   | 83    |       |
| 12. März | Gheorghe Iliescu-Călinești                   | rumänischer Bildhauer                                                                           | 69    |       |
| 12. März | Spyros Kyprianou                             | griechisch-zypriotischer Politiker, Präsident der Republik Zypern (1977–1988)                   | 69    |       |
| 12. März | Heinz Pehlke                                 | deutscher Kameramann                                                                            | 79    |       |
| 12. März | Siegfried Pickert                            | deutscher Anthroposoph und Pädagoge                                                             | 103   |       |
| 12. März | Jean-Paul Riopelle                           | kanadischer Maler und Bildhauer                                                                 | 78    |       |
| 12. März | Ben van der Voort                            | niederländischer Radrennfahrer                                                                  | 87    |       |
| 13. März | Ivano Blason                                 | italienischer Fußballspieler                                                                    | 78    |       |
| 13. März | Hans-Georg Gadamer                           | deutscher Philosoph                                                                             | 102   |       |
| 13. März | Wolfgang Gotte                               | deutscher Geologe                                                                               | 73    |       |
| 13. März | Bayliss Levrett                              | US-amerikanischer Rennfahrer                                                                    | 89    |       |
| 13. März | Thomas Neumann                               | deutscher Soziologe und Publizist                                                               | 64    |       |
| 13. März | Doris Pollatschek                            | deutsch-israelische Künstlerin                                                                  | 74    |       |
| 13. März | Eugen Sacharias                              | deutsch-estnischer Architekt                                                                    | 95    |       |
| 13. März | Robert Tessen                                | österreichischer Schauspieler                                                                   | 86    |       |
| 14. März | Furuyama Komao                               | japanischer Schriftsteller und Essayist                                                         | 81    |       |
| 14. März | Gordon Gordon                                | US-amerikanischer Schriftsteller                                                                | 96    |       |
| 14. März | Purushottam Mavalankar                       | indischer Politikwissenschaftler                                                                | 73    |       |
| 14. März | Josef Pick                                   | deutscher ehrenamtlicher Sportmanager von Hürth                                                 |       |       |
| 14. März | Alois Rainer                                 | deutscher Landwirt, Gastwirt und Politiker (CSU), MdL, MdB                                      | 80    |       |
| 14. März | Monika Seifert                               | deutsche Soziologin, Pädagogin, Begründerin der Kinderladenbewegung                             | 69    |       |
| 14. März | Jürg Spahr                                   | Schweizer Karikaturist                                                                          | 77    |       |
| 14. März | Dieter Vogellehner                           | deutscher Botaniker                                                                             | 64    |       |
| 14. März | Erwin Welte                                  | deutscher Agrikulturchemiker und Hochschullehrer                                                | 88    |       |
| 14. März | Cherry Wilder                                | neuseeländische Science-Fiction- und Fantasy-Autorin                                            | 71    |       |
| 15. März | Johannes Cremerius                           | deutscher Psychoanalytiker und Vorkämpfer für psychosomatische Medizin und Interdisziplinarität | 83    |       |
| 15. März | Rand Holmes                                  | kanadischer Comix-Zeichner                                                                      | 60    |       |
| 15. März | Bjørn Ianke                                  | norwegischer klassischer Kontrabassist                                                          |       |       |
| 15. März | Wolfgang Triebel                             | deutscher Architekt und Hochschullehrer                                                         | 101   |       |
| 15. März | Werner Unger                                 | deutscher Fußballspieler                                                                        | 70    |       |
| 15. März | Sylvester Laflin Weaver junior               | US-amerikanischer Rundfunkoffizieller                                                           | 93    |       |
| 16. März | Carmelo Bene                                 | italienischer Theater- und Filmregisseur, Schauspieler und Autor                                | 64    |       |
| 16. März | Black So Man                                 | burkinischer Reggae-Musiker                                                                     | 35    |       |
| 16. März | Isaías Duarte Cancino                        | kolumbianischer Priester und Erzbischof                                                         | 63    |       |
| 16. März | Ray Doggett                                  | US-amerikanischer Rockabilly-Musiker, Songwriter und Produzent                                  | 65    |       |
| 16. März | Wolfgang Gruner                              | deutscher Kabarettist, Schauspieler und Regisseur                                               | 75    |       |
| 16. März | Edmonia Jarrett                              | US-amerikanische Jazzsängerin                                                                   | 69    |       |
| 16. März | Umar Kayam                                   | indonesischer Schriftsteller                                                                    | 69    |       |
| 16. März | Kid Azteca                                   | mexikanischer Boxer                                                                             | 88    |       |
| 16. März | Ernst-Friedemann von Münchhausen der Jüngere | deutscher Jurist und Verwaltungsbeamter                                                         | 96    |       |
| 17. März | Giovanni Battista Bronzini                   | italienischer Anthropologe und Volkskundler                                                     | 76    |       |
| 17. März | Georges Gorse                                | französischer Politiker (SFIO, UNR, RPF), Mitglied der Nationalversammlung                      | 87    |       |
| 17. März | Christian Graf von Krockow                   | deutscher Politikwissenschaftler, Historiker und Schriftsteller                                 | 74    |       |
| 17. März | Rosetta LeNoire                              | US-amerikanische Schauspielerin                                                                 | 90    |       |
| 17. März | Joachim Nestler                              | deutscher Drehbuchautor                                                                         | 65    |       |
| 17. März | Luise Rinser                                 | deutsche Schriftstellerin                                                                       | 90    |       |
| 17. März | Văn Tiến Dũng                                | vietnamesischer Politiker (KPV), General, Verteidigungsminister und Militärschriftssteller      | 84    |       |
| 17. März | William Witney                               | US-amerikanischer Filmregisseur                                                                 | 86    |       |
| 18. März | Rudolph Carl Blitz                           | US-amerikanischer Ökonom                                                                        | 83    |       |
| 18. März | Marcel Denis                                 | belgischer Comiczeichner und Maler                                                              | 79    |       |
| 18. März | Mario Gariazzo                               | italienischer Regisseur und Drehbuchautor                                                       | 71    |       |
| 18. März | Antonie Kraut                                | deutsche Juristin und Wohlfahrtspflegerin                                                       | 96    |       |
| 18. März | Raphael Aloysius Lafferty                    | US-amerikanischer Science-Fiction- und Fantasy-Schriftsteller                                   | 87    |       |
| 18. März | Gösta Winbergh                               | schwedischer Opernsänger (Tenor)                                                                | 58    |       |
| 19. März | Marco Biagi                                  | italienischer Jurist, Professor für Arbeitsrecht                                                | 51    |       |
| 19. März | Ibn al-Chattab                               | saudi-arabischer Terrorist                                                                      |       |       |
| 19. März | Nasir Hussain                                | indischer Filmregisseur und -produzent des Hindi-Films                                          | 71    |       |
| 19. März | John Patton                                  | US-amerikanischer Jazz-Organist                                                                 | 66    |       |
| 19. März | Erkki Salmenhaara                            | finnischer Komponist und Musikwissenschaftler                                                   | 61    |       |
| 20. März | Giulio Alfieri                               | italienischer Ingenieur                                                                         | 77    |       |
| 20. März | Samuel Warren Carey                          | australischer Geologe                                                                           | 90    |       |
| 20. März | Michael Dirrigl                              | deutscher Germanist, Autor, Historiker und Pädagoge                                             | 78    |       |
| 20. März | Herbert Drescher                             | deutscher Wirtschaftswissenschaftler                                                            | 91    |       |
| 20. März | Rolf Merker                                  | deutscher Politiker (FDP), MdB                                                                  | 65    |       |
| 20. März | Greta Molander                               | schwedisch-norwegische Rallyefahrerin, Schriftstellerin und Illustratorin                       | 93    |       |
| 21. März | Ernest van den Haag                          | US-amerikanischer Soziologe, Rechtswissenschaftler, Wirtschaftswissenschaftler, Psychologe      | 87    |       |
| 21. März | Horst Hauthal                                | deutscher Botschafter                                                                           | 88    |       |
| 21. März | Kurt Leschonski                              | deutscher Ingenieur                                                                             | 71    |       |
| 21. März | Zeni Pereira                                 | brasilianische Schauspielerin                                                                   | 77    |       |
| 21. März | Eugene G. Rochow                             | US-amerikanischer Chemiker                                                                      | 92    |       |
| 21. März | Herman Talmadge                              | US-amerikanischer Politiker                                                                     | 88    |       |
| 22. März | Alfred Bangerter                             | Schweizer Augenarzt und Autor                                                                   | 92    |       |
| 22. März | Rudolf Baumgartner                           | Schweizer Violinist und Dirigent                                                                | 84    |       |
| 22. März | Kingsford Dibela                             | papua-neuguineischer Politiker                                                                  | 70    |       |
| 22. März | Marcel Hansenne                              | französischer Mittelstreckenläufer                                                              | 85    |       |
| 22. März | Beatrix Haustein                             | deutsche Schriftstellerin                                                                       | 27    |       |
| 22. März | Mareile Kitzel-Grimm                         | deutsche Bildhauerin und Keramikerin                                                            | 80    |       |
| 22. März | Ernst Schmied                                | Schweizer Bergsteiger                                                                           |       |       |
| 22. März | Boris Sichkin                                | russisch-US-amerikanischer Schauspieler, Tänzer und Choreograph                                 | 79    |       |
| 23. März | Enzo Barboni                                 | italienischer Kameramann und Filmregisseur                                                      | 79    |       |
| 23. März | John Biby                                    | US-amerikanischer Segler                                                                        | 90    |       |
| 23. März | Eileen Farrell                               | US-amerikanische Opernsängerin (Sopran)                                                         | 82    |       |
| 23. März | Rudolf Gmür                                  | Schweizer Rechtswissenschaftler, Rechtshistoriker und Hochschullehrer                           | 88    |       |
| 23. März | Marcel Kint                                  | belgischer Radsportler                                                                          | 87    |       |
| 23. März | Jan Kotík                                    | tschechischer Maler                                                                             | 86    |       |
| 23. März | Neal E. Miller                               | US-amerikanischer Psychologe                                                                    | 92    |       |
| 23. März | Richard Sylbert                              | US-amerikanischer Szenenbildner und Oscarpreisträger                                            | 73    |       |
| 23. März | Roger Vigneron                               | belgischer Rechtswissenschaftler, Rechtshistoriker und Hochschullehrer                          | 64    |       |
| 24. März | Josef Biedermann                             | Schweizer Offizier (Divisionär)                                                                 | 73    |       |
| 24. März | Hans-Wilhelm Buchholz                        | deutscher Chirurg                                                                               | 91    |       |
| 24. März | Dorothy DeLay                                | US-amerikanische Violinistin und Violinpädagogin                                                | 84    |       |
| 24. März | Sara Kishon                                  | israelische Autorin, Gattin des israelischen Satirikers Ephraim Kishon                          | 70    |       |
| 24. März | César Milstein                               | argentinischer Molekularbiologe                                                                 | 74    |       |
| 24. März | Erik Møller                                  | dänischer Architekt                                                                             | 92    |       |
| 24. März | Barbara Pflaum                               | österreichische Fotografin                                                                      | 90    |       |
| 24. März | Bob Said                                     | US-amerikanischer Automobilrenn- und Bobfahrer                                                  | 69    |       |
| 24. März | Rudolf Stuckert                              | deutscher Maler und Galerist                                                                    | 89    |       |
| 25. März | Eva Bubat                                    | deutsche Schauspielerin und Hörspielsprecherin                                                  | 87    |       |
| 25. März | Josef Michel                                 | deutscher Kirchenmusiker und Komponist                                                          | 73    |       |
| 25. März | José Carlos dos Santos                       | brasilianischer Geistlicher, katholischer Weihbischof in Luziânia                               | 50    |       |
| 25. März | Kurt Heinz Sieger                            | deutscher Maler und Grafiker                                                                    | 84    |       |
| 25. März | William Alexander Stewart                    | US-amerikanischer Linguist                                                                      | 71    |       |
| 25. März | Hilde Zimmermann                             | österreichische Widerstandskämpferin, Zeitzeugin und politische Aktivistin                      | 81    |       |
| 26. März | Randy Castillo                               | US-amerikanischer Schlagzeuger                                                                  | 51    |       |
| 26. März | John P. Connarn                              | US-amerikanischer Richter und Politiker                                                         |       |       |
| 26. März | Hugh Davis Graham                            | US-amerikanischer Historiker und Soziologe                                                      | 64    |       |
| 26. März | Reinhart Heinsdorff                          | deutscher Grafiker, Bildhauer und Medailleur                                                    | 78    |       |
| 26. März | Eugen Meier                                  | Schweizer Fußballspieler                                                                        | 71    |       |
| 26. März | Taisto Sinisalo                              | finnischer Politiker (SKP, SKPy), Mitglied des Reichstags                                       | 75    |       |
| 26. März | Heinz Welzel                                 | deutscher Schauspieler und Synchronsprecher                                                     | 90    |       |
| 27. März | Matthias Beltz                               | deutscher Kabarettist und freier Autor                                                          | 57    |       |
| 27. März | Milton Berle                                 | US-amerikanischer Schauspieler, Entertainer und Komiker                                         | 93    |       |
| 27. März | Hans-Alexander Drechsler                     | deutscher Politiker (SPD), MdL                                                                  | 78    |       |
| 27. März | Dudley Moore                                 | britischer Schauspieler und Komiker                                                             | 66    |       |
| 27. März | Rory O’Hanlon                                | irischer Richter und Rechtsanwalt                                                               | 78    |       |
| 27. März | Glen Robinson                                | US-amerikanischer Filmtechnikpionier                                                            | 87    |       |
| 27. März | Tadeusz Rut                                  | polnischer Leichtathlet                                                                         | 70    |       |
| 27. März | Lotte Ulbricht                               | deutsche Politikerin (SED) und zweite Ehefrau des DDR-Staatsratsvorsitzenden Walter Ulbricht    | 98    |       |
| 27. März | Billy Wilder                                 | US-amerikanischer Drehbuchautor, Regisseur und Filmproduzent österreichischer Herkunft          | 95    |       |
| 28. März | Klaus Croissant                              | deutscher Strafverteidiger                                                                      | 70    |       |
| 28. März | Wadim Jewgenjewitsch Garutt                  | sowjetischer bzw. russischer Paläozoologe                                                       | 84    |       |
| 28. März | Karl Jettmar                                 | österreichischer Ethnologe, Religionswissenschaftler und Prähistoriker                          | 83    |       |
| 28. März | Eilhard Mitscherlich                         | deutscher Tierarzt und Hochschulprofessor                                                       | 88    |       |
| 28. März | Gertrud Prey                                 | deutsche Schauspielerin und Hörspielsprecherin                                                  | 95    |       |
| 28. März | Albert Whitford                              | US-amerikanischer Astronom                                                                      | 96    |       |
| 28. März | Grete Wurm                                   | deutsche Schauspielerin                                                                         | 82    |       |
| 29. März | Ergün Acuner                                 | türkischer Fußballspieler                                                                       | 60    |       |
| 29. März | Henning Bahs                                 | dänischer Drehbuchautor und Szenenbildner                                                       | 74    |       |
| 29. März | Caspar Kulenkampff                           | deutscher Psychiater                                                                            | 80    |       |
| 29. März | Eberhard Mehl                                | deutscher Fechter                                                                               | 66    |       |
| 29. März | Petermax Müller                              | deutscher Autorennfahrer und -händler                                                           | 90    |       |
| 29. März | Michael Soostmeyer                           | deutscher Sachunterrichtsdidaktiker                                                             | 59    |       |
| 29. März | Hans-Lothar Thiel                            | deutscher Augenarzt                                                                             | 81    |       |
| 30. März | Yara Bernette                                | brasilianische Pianistin und Musikpädagogin US-amerikanischer Herkunft                          | 82    |       |
| 30. März | Elizabeth Bowes-Lyon                         | britische Adelige, Mutter der britischen Königin Elisabeth II.                                  | 101   |       |
| 30. März | Kurt Fränz                                   | deutscher Elektrotechniker                                                                      | 90    |       |
| 30. März | Benjamin Harkarvy                            | US-amerikanischer Tanzlehrer, Ballettmeister und Choreograph                                    | 71    |       |
| 30. März | Jean Pictet                                  | Schweizer Jurist beim Internationalen Komitee vom Roten Kreuz                                   | 87    |       |
| 30. März | Hans Vießmann                                | deutscher Ingenieur, Techniker und Unternehmer                                                  | 84    |       |
| 31. März | Richard Ackerschott                          | deutscher Fußballspieler                                                                        | 80    |       |
| 31. März | Tonino Cervi                                 | italienischer Filmproduzent                                                                     | 72    |       |
| 31. März | William Dunne                                | irischer Ordensgeistlicher, Bischof von Kitui                                                   | 81    |       |
| 31. März | André Dutoit                                 | Schweizer Maschinenbauingenieur und Hochschullehrer                                             | 88    |       |
| 31. März | Alec Hannan                                  | südafrikanischer Boxer                                                                          | 86    |       |
| 31. März | Alfred Kornberger                            | österreichischer Maler und Graphiker                                                            | 68    |       |
| 31. März | John Middleton Murry, Jr.                    | britischer SF-Autor                                                                             | 75    |       |
| 31. März | Lucio San Pedro                              | philippinischer Komponist und Musikpädagoge                                                     | 89    |       |
| 31. März | Wolfgang F. Stolper                          | US-amerikanischer Ökonom                                                                        | 89    |       |
| März     | Smail Balić                                  | österreichischer Orientalist und Bibliothekar                                                   | 81    |       |
| März     | Erwin Bodenstedt                             | deutscher Kernphysiker                                                                          | 76    |       |
| März     | Máximo Augusto José del Carmen Etchecopar    | argentinischer Diplomat und katholischer Schriftsteller                                         | 90    |       |
| März     | Paul Spahn                                   | Schweizer Nachrichtensprecher                                                                   | 87    |       |